# Periere
Periere (in greco antico: Περιήρης?, Periérēs) è un personaggio della mitologia greca. Fu un re di Sparta.

## Genealogia
Figlio di Cinorta, fu padre di Ebalo. Periere non è citato in tutte le genealogie dei re di Sparta, e a volte Ebalo è indicato come figlio di Cinorta.

## Mitologia
Successe al padre sul trono di Sparta e fu succeduto da suo figlio Ebalo.
È spesso confuso, anche dagli autori classici, con un altro Periere, re di Messenia e che fu il primo marito di Gorgofone la quale, dopo essere da lui rimasta vedova, sposò Ebalo (il figlio di questo Periere).